# Àlex Santos Fernández
Àlex Santos Fernández (Barcelona, 14 de març del 1965).
És periodista i llicenciat en Ciències de la Informació per la Universitat Autònoma de Barcelona. El 1989 es va incorporar a l'Agència EFE i dos anys més tard ingressava en la secció d'Esports. Ha estat col·laborador habitual d'espais radiofònics a Catalunya Ràdio i RAC 1, entre d'altres, i televisius a Localia TV. També col·labora setmanalment en El 9 Esportiu de Catalunya.

## Obra
- L'entorn. Joan Laporta en la lluita pel poder. (Cossetània Edicions, 2008)
- L'entorn. Rere els passos del nuñisme. (Cossetània Edicions, 2009)